# 楊廷璋 (清朝)

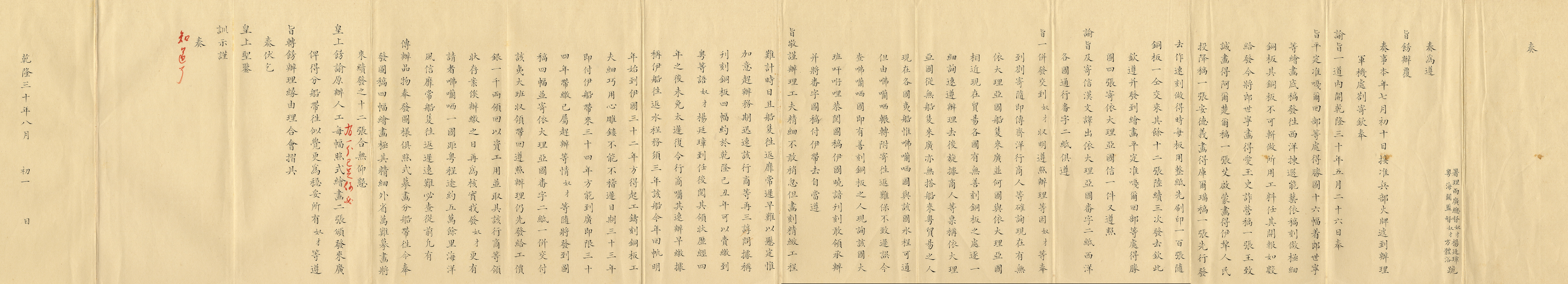
楊廷璋在乾隆三十年八月初一日所写奏章

楊廷璋（1689年—1772年），字奉峨、奉莪，汉军镶黄旗人，籍辽东。清朝政治人物，授体仁阁大学士。

## 生平
笔帖式出身，世袭镶黄旗汉军第三参领第七世管佐领（系崇徳七年（1642年）编设，载《钦定八旗通志》），遷工部郎中，授廣西桂林府知府。乾隆二年（1737年）擢左江道，乾隆十五年（1750年）擢廣西按察使，乾隆二十年（1755年）遷湖南布政使，乾隆二十一年（1756年）授浙江巡撫，乾隆二十四年（1759年）任闽浙总督。
乾隆二十六年（1761年）福建水師提督馬龍圖挪用存營公項案，楊廷璋同福建巡撫吳士功奏劾請用自首例減等，上責其錯謬，吳士功被奪官改戍巴里坤，楊廷璋留任。乾隆二十八年（1763年）授体仁阁大学士。乾隆二十九年（1764年）六月，罢大学士，授散秩大臣、正红旗汉军都统，十二月任工部尚书。
乾隆三十年（1765年）至乾隆三十二年（1767年），奉旨接替李侍堯代理擔任兩廣總督。全名為「總督兩廣等處地方提督軍務、糧饟兼巡撫事」的兩廣總督，是兼轄廣東、廣西兩省之的朝疆大吏。乾隆三十二年（1767年）任刑部尚书。乾隆三十三年（1768年）任直隸總督，加太子少保，赐紫禁城骑马。乾隆三十六年（1771年），与九老之列赐遊香山；七月，与两江总督高晋共办永定河河工（载朱其詒《永定河續志》卷首）。乾隆三十七年（1772年），楊廷璋去世，赠太子太保，赐祭葬，谥号勤愨。《钦定八旗通志：大臣传五十九》卷193、《國史列傳》有传。
家族世袭镶黄旗汉军第三参领第七世管佐领（系崇徳七年（1642）编设，载《钦定八旗通志》）。

## 家庭
- 祖父楊名高，太宗文皇帝时率族属百馀人来归，首任镶黄旗汉军第三参领第七世管佐领（系崇徳七年（1642）编设，载《钦定八旗通志》），崇徳七年予云骑尉世职，顺治元年叙功晋骑都尉，顺治六年（1649）以甲喇章京（参领）任福建提督總兵官，遇恩诏晋世职二等轻车都尉（载《清實錄順治朝實錄》，家族世职世袭载《钦定八旗通志：镶黄旗汉军世职》卷302），《钦定八旗通志：大臣传五十五》卷189有传。
- 父楊天柱，山西参将。胞兄天福，袭世职二等轻车都尉。胞兄天禄，袭二等轻车都尉。
- 胞兄杨廷瑜，袭世管佐领。杨廷玺，袭世管佐领。杨廷璘，袭世管佐领。
- 子楊長棟，镶黄旗汉军第四参领第一佐领（载《钦定八旗通志》），銮仪卫冠军使、江南徐州镇总兵。孫道光九年己丑科進士、湖廣總督楊霈。曾孫兵部武庫司候補郎中楊德煦；妻蘇完瓜爾佳（胞兄镶黄旗满洲、光緒十二年丙戌科進士怡齡，父山東運河道承啟）。
- 子楊長柏，乾隆四十二年丁酉科举人（时隶镶黄旗汉军、骑都尉族亲杨潮佐领下，载《钦定八旗通志：文举》）；妻鈕祜祿氏（父正白旗滿洲、一等果毅繼勇公阿里袞，祖父一等公尹德）。
- 女杨氏（名不详），夫高佳氏（父镶黄旗满洲、总管内务府大臣西寧，胞叔文华殿大学士文端公高晉）。

## 外部連結
- 《楊廷璋》中央研究院 （页面存档备份，存于）

| 前任： 李侍堯 | 兩廣總督 任職期間：1765年7月22日－1767年4月24日 | 繼任： 李侍堯 |

1. ↑  载《钦定八旗通志：总督》卷339。